# Tabanus bifloccus
Tabanus bifloccus är en tvåvingeart som beskrevs av James Stewart Hine 1925. Tabanus bifloccus ingår i släktet Tabanus och familjen bromsar.
Artens utbredningsområde är Kuba. Inga underarter finns listade i Catalogue of Life.